# Michael Giacchino
Michael Giacchino, né le 10 octobre 1967 dans le New Jersey, est un compositeur et réalisateur américain.
Il s'est fait remarquer à la fin des années 1990 en composant de la musique de jeu vidéo, notamment Le Monde perdu : Jurassic Park et les célèbres séries Medal of Honor et Call of Duty. Il travaille beaucoup sur les productions de J. J. Abrams comme les films Mission Impossible III, Star Trek, Super 8 ou encore les séries Alias, Lost, Fringe. Il a également collaboré à plusieurs reprises avec le studio d'animation Pixar sur des courts métrages comme sur des longs métrages.
Michael Giacchino a reçu de nombreux prix pour ses travaux, dont un Emmy Awards pour sa composition pour la série Lost : Les Disparus en 2005 ainsi qu'un Oscar, un Golden Globe et un BAFTA Awards pour la bande originale de Là-haut en 2010.

## Biographie
Michael Giacchino est né à Riverside dans de comté de Burlington (New Jersey). Les ancêtres de ses parents étaient italiens, son frère Anthony Giacchino (en) est réalisateur de documentaires.
Inscrit à la School of Visual Arts (New York), avec une spécialisation en production cinématographique. Il effectue, lors de sa dernière année, un stage de six mois non rémunéré chez Universal Pictures. Diplômé de la SVA en 1990, il suit ensuite des cours de musique à la Juilliard School puis à Université de Californie à Los Angeles.
Embauché par Universal Pictures une fois ses études universitaires terminées, il travailla ensuite pour The Walt Disney Company pour lesquels il composa ses premières musiques de jeux vidéo : Gargoyles puis Donald in Maui Mallard. En 1997, il compose Le Monde perdu : Jurassic Park, l'adaptation en jeu vidéo du film de 1997. La musique de ce jeu vidéo est la première à être enregistrée avec une partition orchestrale originale en live. En effet le producteur du jeu, Steven Spielberg, a été impressionné par la démo musicale faite par Michael Giacchino, qualifiant même le compositeur de « jeune John Williams » et il a donc été convenu que la partition serait enregistrée en direct avec un orchestre symphonique de 40 musiciens. Michael Giacchino poursuivi sa relation avec DreamWorks SKG sur plusieurs de leurs jeux vidéo populaires dont la musique de la série des Medal of Honor.
Impressionné par la musique des Medal of Honor, le producteur J. J. Abrams fit appel à Michael Giacchino pour la musique de sa série d’espionnage Alias en 2001. Les deux hommes se lient d'amitié et travailleront régulièrement ensemble par la suite. D'ailleurs, en 2004, Michael Giacchino compose la partition de la nouvelle série télévisée de J. J. Abrams : Lost : Les Disparus qui lui donne une notoriété nationale et internationale. Cette partition, pour laquelle il utilise l'emploi massif de leitmotivs, se distingue également par un processus unique consistant à utiliser des pièces de rechange d'un fuselage d'avion comme instrument de percussion et par l'utilisation d'un motif thématique caractéristique : une chute de cuivres à la fin de certains thèmes.
En 2004, le réalisateur Brad Bird propose à Michael Giacchino de faire la musique de son prochain film d’animation Les Indestructibles. Il compose pour l’occasion une gigantesque partition symphonique inspirée des musiques d’espionnage de John Barry sur les films James Bond. Deux ans plus tard, il compose pour son premier Blockbuster : Mission impossible 3 de J. J. Abrams. En 2009, il reçoit l’Oscar de la meilleure musique de film pour Là-Haut. En 2016, il compose la musique de Rogue One: A Star Wars Story, succédant au grand John Williams.
Il s'illustre également à travers l'univers cinématographique Marvel, en composant les musiques de Doctor Strange, de la trilogie Spider-Man avec Tom Holland et des Quatre Fantastiques.
En 2024, il remporte le prix Goya de la meilleure musique originale pour Le Cercle des neiges de Juan Antonio Bayona.

## Filmographie

### Comme compositeur de la bande originale

#### Cinéma

##### Années 1990
- 1997 : Legal Deceit de Monika Harris
- 1999 : Mon frère, le cochon (en) (My Brother the Pig) d'Erik Fleming

##### Années 2000
- 2001 : The Trouble with Lou de Gregor Joackim
- 2002 : Redemption of the Ghost de Richard Friedman
- 2003 : Péché immortel (Sin) de Michael Stevens
- 2004 : Les Indestructibles (The Incredibles) de Brad Bird
- 2005 : L'École fantastique (Sky High) de Mike Mitchell
- 2005 : Esprit de famille (The Family Stone) de Thomas Bezucha
- 2005 :  Looking for Comedy in the Muslim World (en) d'Albert Brooks
- 2006 : Mission impossible 3 (Mission: Impossible III) de J. J. Abrams
- 2007 : Ratatouille de Brad Bird
- 2008 : Cloverfield de Matt Reeves
- 2008 : Speed Racer de Lana et Lilly Wachowski
- 2009 : Star Trek de J. J. Abrams
- 2009 : Là-haut (Up) de Bob Peterson et Pete Docter
- 2009 : Le Monde (presque) perdu (Land of the Lost) de Brad Silberling
- 2009 : Earth Days de Robert Stone (en)

##### Années 2010
- 2010 : Laisse-moi entrer (Let Me In) de Matt Reeves
- 2011 : Super 8 de J. J. Abrams
- 2011 : Cars 2 de John Lasseter et Brad Lewis
- 2011 : Bienvenue à Monte-Carlo (Monte Carlo) de Thomas Bezucha
- 2011 : 50/50 de Jonathan Levine
- 2011 : Mission impossible : Protocole Fantôme de Brad Bird
- 2012 : John Carter d'Andrew Stanton
- 2013 : Star Trek Into Darkness de J. J. Abrams
- 2014 : La Planète des singes : L'Affrontement (Dawn of the Planet of the Apes) de Matt Reeves
- 2014 : C'est ici que l'on se quitte (This Is Where I Leave You) de Shawn Levy
- 2015 : Jupiter : Le Destin de l'univers (Jupiter Ascending) de Lana et Andy Wachowski
- 2015 : À la poursuite de demain (Tomorrowland) de Brad Bird
- 2015 : Vice Versa (Inside Out) de Pete Docter
- 2015 : Jurassic World de Colin Trevorrow
- 2016 : Zootopie (Zootopia) de Byron Howard et Rich Moore
- 2016 : Star Trek : Sans limites (Star Trek Beyond) de Justin Lin
- 2016 : Doctor Strange de Scott Derrickson
- 2016 : Rogue One: A Star Wars Story de Gareth Edwards
- 2017 : The Book of Henry de Colin Trevorrow
- 2017 : Spider-Man: Homecoming de Jon Watts
- 2017 : La Planète des singes : Suprématie (War for the Planet of the Apes) de Matt Reeves
- 2017 : Coco de Lee Unkrich
- 2018 : Les Indestructibles 2 (Incredibles 2) de Brad Bird
- 2018 : Jurassic World: Fallen Kingdom de Juan Antonio Bayona
- 2018 : Sale temps à l'hôtel El Royale (Bad Times at the El Royale) de Drew Goddard
- 2019 : Spider-Man: Far From Home de Jon Watts
- 2019 : Jojo Rabbit de Taika Waititi

##### Années 2020
- 2020 : L'Un des nôtres (Let Him Go) de Thomas Bezucha
- 2021 : Spider-Man: No Way Home de Jon Watts
- 2022 : The Batman de Matt Reeves
- 2022 : Jurassic World : Le Monde d'après (Jurassic World: Dominion) de Colin Trevorrow
- 2022 : Buzz l'Éclair d'Angus MacLane
- 2022 : Thor: Love and Thunder de Taika Waititi
- 2023 : Une équipe de rêve (Next Goal Wins) de Taika Waititi
- 2023 : Le Cercle des neiges (Society of the Snow) de Juan Antonio Bayona
- 2024 : Blue et Compagnie (IF) de John Krasinski
- 2025 : Les Quatre Fantastiques : Premiers pas (The Fantastic Four: First Steps) de Matt Shakman

#### Télévision

##### Séries télévisées
- 2001-2006 : Alias
- 2004-2010 : Lost : Les Disparus (Lost)
  - 2007-2008 : Lost: Missing Pieces
- 2006 : What About Brian - Saison 1, épisodes 1, 2, 3 et 5
- 2006-2007 : Six Degrees
- 2008-2013 : Fringe
- 2012 : Alcatraz

##### Téléfilms
- 2001 : Semper Fi de Michael Watkins
- 2003 : Phénomènes (Phenomenon II) de Ken Olin
- 2005 : Le Magicien d'Oz des Muppets (The Muppets' Wizard of Oz) de Kirk Thatcher (en)
- 2022 : Werewolf by Night de lui-même.

#### Courts métrages

##### Pixar
- 2005 : L'Homme Orchestre (One Man Band) de Mark Andrews et Andrew Jimenez
- 2006 : Extra-terrien (Lifted) de Gary Rydstrom
- 2009 : Passages nuageux (Partly Cloudy) de Peter Sohn
- 2009 : Doug en mission spéciale (Dug's Special Mission) de Ronnie del Carmen
- 2009 : George et A.J. (George & A.J.) de Josh Cooley
- 2010 : Jour Nuit (Day & Night) de Teddy Newton
- 2011 : La Luna de Enrico Casarosa
- 2013 : Toy Story : Angoisse au motel (Toy Story of Terror) d'Angus MacLane
- 2014 : Toy Story : Hors du temps (Toy Story That Time Forgot) de Steve Purcell
- 2015 : Premier rendez-vous ? (Riley's First Date?) de Josh Cooley

##### Autres
- 1998 : No Salida de Bill Birrell
- 1999 : Los Gringos de Rob Letterman
- 2003 : String of the Kite de Michael Fallavollita
- 2005 : Un samouraï garde du corps (The Karate Guard) de Joseph Barbera et Spike Brandt (en)
- 2007 : Comment brancher son home cinéma (How to Hook Up Your Home Theater) de Kevin Deters et Stevie Wermers
- 2009 : Glock de Tom Everett Scott
- 2009 : Checkmate de Pierce Gardner
- 2009 : Lutins d'élite, mission Noël (Prep & Landing) de Kevin Deters et Stevie Wermers
- 2010 : Prep & Landing: Operation: Secret Santa (en) de Kevin Deters et Stevie Wermers
- 2010 : Finding Louis de Travis Neal
- 2011 : La Ballade de Nessie (The Ballad of Nessie) de Kevin Deters et Stevie Wermers
- 2011 : Prep & Landing: Naughty vs. Nice (en) de Kevin Deters et Stevie Wermers
- 2012 : Electric Holiday de Disney Consumer Products
- 2013 : Dress (en) de Henry Ian Cusick
- 2016 : Tale of the Kite de Michael Fallavollita

#### Jeux vidéo
- 1994 : Mickey Mania (musiques additionnelles)
- 1995 : Gargoyles
- 1995 : Donald in Maui Mallard
- 1997 : Le Monde perdu : Jurassic Park (The Lost World : Jurassic Park)
- 1997 : Chaos Island: The Lost World - Jurassic Park
- 1998 : Small Soldiers (en)
- 1999 : T'ai Fu: Wrath of the Tiger
- 1999 : Warpath: Jurassic Park
- 1999 : Medal of Honor
- 2000 : Muppet Monster Adventure (en)
- 2000 : Medal of Honor : Résistance (Medal of Honor Underground)
- 2002 : Medal of Honor : Débarquement allié (Medal of Honor Allied Assault)
- 2002 : Medal of Honor : En première ligne (Medal of Honor Frontline)
- 2003 : Call of Duty
- 2003 : Secret Weapons Over Normandy
- 2004 : Alias
- 2004 : Call of Duty : La Grande Offensive (Call of Duty: United Offensive)
- 2004 : Les Indestructibles (The Incredibles)
- 2004 : Call of Duty : Le Jour de gloire (Call of Duty: Finest Hour)
- 2005 : Mercenaries: Playground of Destruction
- 2005 : Les Indestructibles : La Terrible Attaque du Démolisseur
- 2006 : Black
- 2007 : Medal of Honor: Airborne
- 2008 : Lost : Les Disparus, le jeu vidéo
- 2008 : Turning Point: Fall of Liberty
- 2009 : Là-haut
- 2020 : Medal of Honor: Above and Beyond

#### Attractions
- Space Mountain : Mission 2 (2005)
- Jurassic Park: The Ride (2008)
- Star Tours: The Adventures Continue (2011)
- Ratatouille : L'Aventure totalement toquée de Rémy (2014)
- Incredicoaster (2018)

### Comme réalisateur
- 2018 : Monster Challenge (court-métrage)
- 2019 : Star Trek: Short Treks, épisode Ephraim and Dot
- 2022 : Werewolf by Night

### Caméos
- 2015 : Star Wars, épisode VII : Le Réveil de la Force (Star Wars Episode VII: The Force Awakens) de J. J. Abrams : le stormtrooper FN-3181[3]
- 2015 : À la poursuite de demain (Tomorrowland) de Brad Bird : l'opérateur de l'attraction It's a Small World
- 2019 : Star Wars, épisode IX : L'Ascension de Skywalker : un seigneur Sith

## Distinctions

### Récompenses
- Oscar de la meilleure musique de film 2010 pour Là-haut
- Golden Globe de la meilleure musique de film 2010 pour Là-haut
- Grammy Awards 2008 du meilleur album de musique de film pour Ratatouille
- Grammy Awards 2010 du meilleur album de musique de film pour Là-haut
- British Academy Film Award de la meilleure musique de film 2010 pour Là-haut
- World Soundtrack Awards 2005 de la « découverte de l'année » pour Les Indestructibles
- World Soundtrack Awards 2015 du compositeur de l'année
- Critics' Choice Movie Award de la meilleure musique de film 2010 pour Là-haut
- Emmy Awards 2005 de la meilleure musique pour une série pour Lost : Les Disparus

### Nominations
- Oscar de la meilleure musique de film 2008 pour Ratatouille
- British Academy Film Award de la meilleure musique de film 2020 pour Jojo Rabbit
- Grammy Awards 2006 du meilleur album de musique de film pour Les Indestructibles
- Grammy Awards 2018 de la meilleure musique pour Coco
- Grammy Awards 2022 de la meilleure musique pour The Batman
- World Soundtrack Awards 2007 de la meilleure piste musicale de film pour « Le Festin » (Ratatouille)
- World Soundtrack Awards 2009 du compositeur de l'année
- Critics' Choice Movie Award de la meilleure musique de film 2005 pour Les Indestructibles
- Critics' Choice Movie Award de la meilleure musique de film 2023 pour The Batman
- Emmy Awards 2005 de la meilleure musique et paroles pour « When I'm With You » (Le Magicien d'Oz des Muppets)
- Primetime Emmy Award de la meilleure musique dans une série 2008 pour Lost : Les Disparus
- Primetime Emmy Award de la meilleure musique dans une série 2010 pour Lost : Les Disparus